# Sadyk
Sadyk är en helleniserad form av namnet på en forntida syrisk-fenicisk gud, belagd hos Damaskios. Eusebios av Caesarea använde den alternativa transkriptionen Sydyk. Det inhemska namnet måste ha varit en fenicisk variation av det närbesläktade hebreiska ordet tsaddiq, rättfärdig.
I Sanchuniathons material, som det vidarefördes av Filon av Byblos, var Sadyk make till en av de sju barnmorskegudinnorna, svärson till Astarte, samt far till läkedomsguden Eshmun.